# La caja oblonga

## Argumento
La historia se inicia con un narrador sin nombre que relata una travesía marina estival desde Charleston (Carolina del Sur) a Nueva York a bordo de buque Independence. El narrador, mediante la lista de pasajeros, se entera de que su excompañero de universidad Cornelius Wyatt se encuentra a bordo de la embarcación junto a su mujer y las hermanas de aquel, aunque ha reservado tres cabinas. Después de conjeturar que la habitación adicional era para un sirviente o para equipaje extra, se da cuenta de que su amigo ha comprado a bordo una caja de pino oblonga en la que, primeramente, piensa que Wyatt oculta valiosas pinturas para vender en Nueva York.
Avanzada la historia, el narrador descubre que la esposa de su amigo había muerto un día antes de abordar y la llevaba en la caja, además, la mujer "su supuesta esposa" era en realidad su criada.